# Le Panier à crabes
Pour plus de détails, voir Fiche technique et Distribution.
Le Panier à crabes est un film français réalisé par Joseph Lisbona et sorti en 1960.

## Synopsis
Charles est étudiant à Strasbourg. Abandonné par Liliane, sa fiancée qui a sans explication renoncé au mariage, il s'installe à Paris où il décide de faire carrière dans le cinéma. Il fonde un ciné-club et devient journaliste, puis assistant d'un réalisateur célèbre. Il est peu à peu confronté aux compromissions diverses propres à ce milieu professionnel. Après avoir écrit un scénario qui relate son expérience, il obtient l'aide de Chantal, une jeune comédienne, pour que son projet de film soit concrétisé.

## Fiche technique
- Titre : Le Panier à crabes
- Réalisateur : Joseph Lisbona
- Conseiller technique : Maurice Delbez
- Scénario : Joseph Lisbona
- Dialogues : Joseph Lisbona et Henri-François Rey
- Photographie : Pierre Petit
- Musique : Jacques Brel
- Son : René Sarazin
- Montage : Georges Alépée
- Décors : Max Douy, Jacques Douy
- Pays de production :  France
- Directeur de production : Émile Buhot
- Société de production : Lisbon Films
- Format : noir et blanc — 35 mm — monophonique
- Genre : Drame et romance
- Durée : 80 minutes
- Date de sortie : France - 20 mai 1960

## Distribution
- Pierre Michaël : Charles
- Anne Doat : Chantal
- Michel Bardinet : Jacques
- Anne Tonietti : Liliane
- Louis Arbessier
- André Chanu
- Jacques Charrier
- Michel Etcheverry
- Paul Frankeur
- Denise Grey
- René Havard
- Jacques Morel
- Jean Parédès
- Maurice Sarfati
- Louis Seigner
- Henri Vilbert
- Jean-Pierre Zola